# Casper Stornes
Casper Nicolai Sagevik Stornes (Bergen, 6 de febrero de 1997) es un deportista noruego que compite en triatlón.
En los Juegos Europeos de Cracovia 2023 consiguió una medalla de oro en la prueba de relevo mixto. Ganó una medalla de bronce en el Campeonato Europeo de Triatlón de 2024, en la prueba individual.

## Palmarés internacional
| Juegos Europeos    | Juegos Europeos    | Juegos Europeos   | Juegos Europeos |
| Año                | Lugar              | Medalla           | Prueba          |
| ------------------ | ------------------ | ----------------- | --------------- |
| 2023               | Cracovia (Polonia) | Medalla de oro    | Relevo mixto    |
| Campeonato Europeo |                    |                   |                 |
| Año                | Lugar              | Medalla           | Prueba          |
| 2024               | Vichy (Francia)    | Medalla de bronce | Individual      |